# 8 successi
8 successi è un primo disco della cantante italiana Mina commercializzato in sud america.

## Il disco
È stato pubblicato con lo stesso numero di catalogo (LD 8011) in Argentina nel 1963 dall'etichetta discografica Disc Jokey e in Uruguay nel 1964 dalla Antar.
Le edizioni dei due paesi sono identiche per il supporto di stampa su vinile da 10" (dimensione a metà tra un album da 12" e un singolo da 7"), copertina e contenuti.

Retro copertina edizione Argentina

I retro di copertina sono invece diversi così come l'album successivo nella cronologia delle rispettive discografie. In quella uruguagia è la raccolta Mina, l'unica (Philips 82086 PL) del 1965 (terzo album per quella argentina).

## I brani
Nonostante i titoli su etichette e copertine dei due dischi siano tradotti in lingua spagnola, il disco contiene tutti brani cantati da Mina in italiano, estratti da vari album ufficiali pubblicati dalla Italdisc negli anni precedenti.

## Tracce
Il titolo in italiano nasconde il riferimento al singolo, l'anno quello all'album originale.
Lato A
1. Veleta loca (Folle banderuola) – 2:20 (Gianni Meccia; edizioni musicali Ariston) – 1960
2. Tu eres mio (Tu sei mio) – 2:16 (testo: Roxy Bob – musica: Umberto Prous; edizioni musicali Orchestralmusic) – 1962
3. Aprietame fuerte el pulso (Stringimi forte i polsi) – 2:31 (testo: Leo Chiosso, Dario Fo – musica: Fiorenzo Carpi; edizioni musicali Ritmi e canzoni) – 1962
4. Me miriam (Mi guardano) – 2:44 (testo: Roxy Bob – musica: Umberto Prous; edizioni musicali Orchestralmusic) – 1963

Lato B
1. A veces (A volte[4]) – 2:22 (testo: Roxy Bob – musica: Norman Blagman, Sam Bobrick; edizioni musicali Orchestralmusic) – 1963
2. Dos notas (Due note) – 3:34 (testo: Antonio Amurri, Bruno Canfora, Raffaele Sposito "Faele" – musica: Bruno Canfora; edizioni musicali Ariston) – 1961
3. No llorare (Non piangerò[5]) – 2:20 (testo: Roxy Bob – musica: Ben Raleigh; edizioni musicali Orchestralmusic) – 1963
4. Dejame (Lassame / Let Me Go) – 2:24 (testo: Mario Cenci, Marcello Scarponi – musica: Mario Cenci; edizioni musicali Carish) – 1959